# Budova školy (Záryby)
Budova školy v Zárybech je secesní školní budova v centru obce Záryby v okrese Praha-východ.

## Historie
Stávající školní budova nahradila bývalou budovu školy čp. 33, která již nepostačovala jak kapacitně, tak hygienickými podmínkami. V letech 1904–06 vypracoval místní projektant František Hradecký dva návrhy, z nichž jeden byl okresní školní radou schválen. Stavební práce začaly 8. března 1907 a budova byla zkoulaudována a předána k používání 12. března 1908. Už 16. září 1907 bylo však ve škole slavnostně zahájeno vyučování.
| „                                                               | Můžeme říci, že naše škola – vzhledem k poměrům venkovských obcí – je nádherná. Zdejší obec, majíc opravdovou snahu povznésti školství, poskytla štědře, čeho zapotřebí. Náklad, jež jste pro dítky na školu vynaložili, zajisté bohaté ponese ovoce – dobré úroky. Osvědčí se tu slova: Ne nazmar přijde to, co dáte dětem! Protože umění je nutnou součástí moderní výchovy, neboť rozšiřuje lidské štěstí. Proto naše škola jest nejen vynikající ozdobou obce, ale ona bude i u mládeže buditi a rozvíjeti cit a nadšení pro krásu. Je třeba, aby škola dětem poskytla řádné přípravy na kolbišti života. To jest: ušlechtilou zbraň ducha – pevnou vůli a vědomosti, neboť jen duševní síla vede k vítězství. Chceme svorně působiti s rodiči. Rodina i škola musí jedna s druhou cítiti, plně si důvěřovati a vzájemně se doplňovati. Jen tehdy se výchova dítek zdaří. | “ |
| — správce školy J. Fiala při příležitosti slavnostního otevření | |   |

Budova prošla stavebními úpravami v padesátých až šedesátých letech 20. století. Od devadesátých let 20. století je pak škola pravidelně opravována (zateplení, výměna oken, výměna střechy, oprava fasády...) při zachování původní památkové hodnoty a po celou dobu své existence slouží jako školní budova. Aktuálně (2024) je určena pro první stupeň základní školy. V roce 2019 byla budova prohlášena kulturní památkou.

## Architektura
Budova je patrová, zděná a stojí na obdélníkovém půdorysu. Ze strany dvora je pak připojena novodobá přístavba a schodišťový trakt. Střecha je sedlová, na jihozápadní straně zakončená valbou. Uliční průčelí má vlevo mírně předsazený rizalit s přízemní pásovou rustikou a slepým okenním otvorem v patře, nad nímž je červený nápis OBECNÁ ŠKOLA. V pravé ose uličního průčelí je hlavní vstup do budovy s věžovitou nástavbou s hodinami v horní části. Zahradní průčelí je provedeno střídměji a je výrazně ovlivněno přístavbou z roku 1970. Omítaná fasáda budovy je světlá a kombinuje dekorativní prvky secese (rostlinný dekor) a lidové prvky (srdíčkový dekor, maskarony dětských tváří v šátku).
Interiérová dispozice je původní a dochovaly se i některé vnitřní umělecko-řemeslné prvky, jako kovové zábradlí schodiště nebo dřevěné kazetové výplně dveří. Součástí památkové ochrany je také původní oplocení s cihelnou podezdívkou s betonovým potěrem a se zelenými litinovými plotovými poli.

## Osobnosti
Mezi první žáky školy patřil spisovatel Zdeněk Adla.